# Sarah Hunter (Schauspielerin)
Sarah Hunter (* 15. Mai 1986 in Harrisburg, Pennsylvania) ist das Pseudonym einer US-amerikanischen Schauspielerin und Model. Sie tritt auch unter dem Namen Lady Clankington in der Steampunk-Szene öffentlich auf und arbeitet als Nicotine oder NicotineDesire als Model in teilweise expliziten Fetisch-Fotoshootings.

## Karriere
Sarah Hunter studierte an der Southwestern University in Georgetown Soziologie, Religion und Frauenforschung. Mit 20 begann sie für Fotoshootings nackt vor der Kamera zu stehen. Nachdem sie aufgrund ihrer Nebentätigkeit als Fotomodell zweimal ihren Arbeitsplatz verloren hatte, wurde ihr ein Fotoshooting für das Männermagazin Penthouse angeboten. In der Februar-Ausgabe 2014 wurde dann eine zehnseitige Fotoserie des Fotografen Harry Connor mit ihr abgedruckt.
Unter dem Pseudonym Lady Clankington tritt sie hauptsächlich in der Steampunk-Szene als Model auf. Sie trug einen Essay im Buch A Steampunk's Guide to Sex zum Thema The People vs. Lady C: Steampunks and Pornography bei und in der Februar-Ausgabe von Hustler wurde sie zum Thema Steampunk interviewt. Über ihre Webseite Lady Clankington's Cabinet of Carnal Curiosities verkauft sie unter anderem Sexspielzeuge wie Vibratoren im Steampunk-Stil. In einer Folge der Fernsehserie Castle trat sie einerseits in einer Cameo-Rolle auf und wirkte andererseits als Kostümberaterin mit.
Ihren ersten Auftritt in einem Spielfilm hatte 2008 als Cindy in The Man in the Garage von Robert Luke. 2010 trat sie im Kurzfilm The Hidden Sister von Zina Brown auf. 2013 wurde sie für zwei Filme des Regisseurs Jim Wynorski gecastet. Der erste wurde unter dem Namen Sexually Bugged! bei Cinemax und HBO ausgestrahlt. Sarah Hunter spielt hier als Mandy mit.

## Filmografie (Auswahl)
- 2008: The Man in the Garage
- 2010: Castle (1 Episode)
- 2010: The Hidden Sister
- 2014: Sexually Bugged!